# Ingrid Busterud
Ingrid Busterud (1984) è un'ex sciatrice alpina norvegese.

## Biografia
Attiva in gare FIS dal gennaio del 2001, la Busterud in carriera non esordì in Coppa Europa o in Coppa del Mondo né prese parte a rassegne olimpiche o iridate; si ritirò al termine della stagione 2006-2007 e la sua ultima gara fu un supergigante FIS disputato il 24 aprile a Hemsedal, chiuso dalla Busterud al 28º posto.

## Palmarès

### Campionati norvegesi
- 2 medaglie:
  - 2 argenti (discesa libera, combinata[senza fonte] nel 2006)